# Challenge de France féminin 2006-2007
La Challenge de France féminin 2006-2007 è stata la 6ª edizione della Coppa di Francia riservata alle squadre femminili. La finale si è svolta a Saint-Denis ed è stata vinta per la seconda volta consecutiva dal Montpellier ai calci di rigore sempre contro l'Olympique Lione dopo che la partita era terminata 3-3 nei tempi regolamentari.

## Fase regionale
Le squadre appartenenti ai campionati regionali si sfidano per prime in gare ad eliminazione diretta. 

## Fase federale

### Primo e Secondo turno
Tra il 17 dicembre 2006 ed il 14 gennaio 2007 si aggiungono alle squadre rimanenti dal turno precedente le 20 squadre appartenenti al campionato Division 2 e si sfidano in gare ad eliminazione diretta.

## Sedicesimi di finale
Le gare si sono svolte il 18 febbraio 2007 e si aggiungono alle squadre rimanenti dal turno precedente 11 club del campionato Division 1. Il CNFE Clairefontaine non ha preso parte alla competizione.
| Squadra 1             | Risultato       | Squadra 2           |
| --------------------- | --------------- | ------------------- |
| AS Algrange           | 3 - 0           | Arras               |
| Montpellier           | 5 - 0           | Soyaux              |
| FCF Juvisy            | 4 - 0           | Nord Allier Yzeure  |
| Compiègne             | 4 - 1           | Paris Saint-Germain |
| Hénin-Beaumont        | 3 - 2           | Blanc-Mesnil SF     |
| AS Saint-Quentin      | 0 - 1           | Évreux              |
| FA Laval              | 2 – 4           | Stade Briochin      |
| ASF Les Verchers      | 0 - 0 (5-4 dtr) | La Roche-sur-Yon    |
| CPBB Rennes           | 4 - 0           | Orléans             |
| Condéen               | 3 - 3 (4-5 dtr) | Tours               |
| Besançon RC           | 1 - 0           | Limoges LF          |
| ASC Saint-Apollinaire | 0 - 4           | Saint-Étienne       |
| RCF Mâcon             | 1 - 8           | Olympique Lione     |
| Muret                 | 1 - 0           | Monteux             |
| Celtic de Marseille   | 0 - 2           | Tolosa              |
| ES Arpajonnaise       | 1 – 1 (4-2 dtr) | ASPTT Albi          |

## Ottavi di finale
Tutte le gare si sono svolte il 18 marzo 2007. 
| Squadra 1       | Risultato | Squadra 2        |
| --------------- | --------- | ---------------- |
| ES Arpajonnaise | 0 - 5     | Montpellier      |
| AS Algrange     | 2 - 1     | CPBB Rennes      |
| Muret           | 0 – 5     | Olympique Lione  |
| Tours           | 6 - 1     | Besançon RC      |
| Saint-Étienne   | 2 - 0     | Tolosa           |
| Stade Briochin  | 1 - 0     | FCF Juvisy       |
| Hénin-Beaumont  | 1 - 0     | ASF Les Verchers |
| Évreux          | 2 - 3     | Compiègne        |

## Quarti di finale
Le gare si sono svolte il 22 aprile 2007.
| Squadra 1      | Risultato       | Squadra 2       |
| -------------- | --------------- | --------------- |
| Compiègne      | 1 - 4           | Olympique Lione |
| AS Algrange    | 0 - 3           | Montpellier     |
| Tours          | 0 - 0 (5-4 dtr) | Saint-Étienne   |
| Stade Briochin | 3 - 2           | Hénin-Beaumont  |

## Semifinali
Le gare si sono svolte il 1 maggio 2007.
| Squadra 1       | Risultato | Squadra 2      |
| --------------- | --------- | -------------- |
| Olympique Lione | 9 - 0     | Tours          |
| Montpellier     | 3 – 0     | Stade Briochin |

## Finale
| Arbitro: | Marylin Rémy |

|                           |                      |                                 |
| Thomis 20’, 80’ Ramos 28’ | Marcatori            | 65’ Dusang 81’ Lattaf 88’ Abily |
| Ramos Nécib Faisandier    | Tiri di rigore 3 – 0 | Lepailleur Abily Bompastor      |

### Formazioni
| Montpellier | Olympique Lione |

| Montpellier: (n.c.) |    |                     |     |         |
|                     |    |                     |     |         |
| P                   | 1  | Céline Deville      |     |         |
| D                   | 7  | Julie Soyer         |     |         |
| D                   | 5  | Sabrina Viguier     | 76’ |         |
| D                   | 3  | Laura Agard         |     |         |
| D                   | 2  | Audrey Lacaze       |     |         |
| C                   | 6  | Agathe Calvié (c)   | 60’ |         |
| C                   | 11 | Nora Hamou Maamar   |     | 39’     |
| C                   | 4  | Louisa Nécib        | 76’ |         |
| C                   | 10 | Virginie Faisandier |     |         |
| C                   | 9  | Élodie Ramos        |     |         |
| A                   | 8  | Élodie Thomis       |     |         |
| A disposizione:     |    |                     |     |         |
| D                   | 12 | Élodie Lizzano      |     | 39’ 86’ |
| A                   | 13 | Fanny Tenret        |     |         |
| D                   | 14 | Camille Lacoste     |     | 86’     |
| C                   | 15 | Violette Lacoste    |     |         |
| P                   | 16 | Zohra Hanous        |     |         |
| Allenatore:         |    |                     |     |         |
| Patrice Lair        |    |                     |     |         |

| Olympique Lione: (n.c.) |    |                    |  |     |
|                         |    |                    |  |     |
| P                       | 1  | Aurore Pégaz       |  |     |
| D                       | 2  | Sandrine Dusang    |  |     |
| D                       | 5  | Océane Caïraty     |  |     |
| D                       | 4  | Laure Lepailleur   |  |     |
| D                       | 3  | Delphine Blanc     |  |     |
| C                       | 6  | Simone (c)         |  |     |
| C                       | 10 | Camille Abily      |  |     |
| C                       | 7  | Alix Faye-Chellali |  | 46’ |
| C                       | 8  | Sonia Bompastor    |  |     |
| A                       | 11 | Shirley Cruz       |  | 82’ |
| A                       | 9  | Hoda Lattaf        |  |     |
| A disposizione:         |    |                    |  |     |
| C                       | 12 | Ludivine Bruet     |  |     |
| C                       | 13 | Aurélie Naud       |  |     |
| D                       | 14 | Emilie Gonssollin  |  |     |
| A                       | 15 | Aurélie Kaci       |  | 82’ |
| A                       | 16 | Sandrine Brétigny  |  | 46’ |
| Allenatore:             |    |                    |  |     |
| Farid Benstiti          |    |                    |  |     |